# Juana Iris
Juana Iris é uma telenovela mexicana produzida por Carlos Téllez para a Televisa e exibida pelo Canal de las Estrellas entre 22 de abril e 13 de dezembro de 1985.
Foi protagonizada por Victoria Ruffo e Valentín Trujillo e antagonizada por Blanca Guerra.

## Sinopse
Juana Iris é uma moça do interior que foi criada por sua tia a quem amava muito,com o tempo esse sentimento transforma-se em ódio. É quando decide ir para a cidade grande à procura de sua mãe, sem saber que a mesma era uma prostituta.
Na cidade grande ela conhece Bernardo, um belo rapaz rico com que ela acaba se envolvendo e engravidando. Desse envolvimento nasce Juan Bernardo, filho casal. Com o tempo Bernardo abandona a Juana e com ele leva seu filho e é nesse momento que ela reúne forças para ir resgata-lo. Acaba conhcendo Rafael, homem que a transformará uma mulher da alta sociedade.

## Elenco
- Victoria Ruffo - Juana Iris Madrigal Martínez
- Valentín Trujillo - Bernardo de la Riva Valdivia
- Raymundo Capetillo - Rafael
- Pedro Fernández - Juan Bernardo de la Riva Madrigal
- Adela Noriega - Romina
- Blanca Guerra - Magali Santacilia
- Carmen Montejo - María Luisa
- Macaria - Elisa
- Adriana Roel - Virtudes
- Carlos Cámara - Nicolás
- Toño Mauri - Mauricio
- Fernando Rubio - Néstor
- Gabriela Ruffo - Gloria
- Leonor Llausás - Gudelia
- Claudia Ramírez - Montserrat
- Rafael Sánchez Navarro - Cristóbal Derbez
- Karina Duprez - Rosa
- Patricia Dávalos - Leticia
- Alonso Echánove - Roque
- Javier Díaz Dueñas - Lic. Castañeira
- Eduardo Pons - Martín
- Sergio Barrios - Padre Benito
- Manuel Landeta - Jaime
- Eduardo Palomo - Fernando
- Angélica Chain - Marcela
- Claudio Brook - Don Alberto
- Emoé de la Parra - Patricia
- Alejandra Meyer - Nacarada
- María Montejo - Celadora
- Fuensanta - Ninón
- Ana Luisa Peluffo - Chata
- Lucía Paillés - Simona
- Silvia Caos - Petra
- Bertha Moss - Raquel
- Joana Brito - Toña
- Víctor Lozoya - Roque
- José Antonio Serrano - Gerardo
- Sergio Silva - Lalo
- Gabriel Berthier - Juan
- Gilberto Román - Alejo
- Rosa Carmina - Dora

## Prêmios e indicações

### TVyNovelas
| Categoria                    | Indicado(a)     | Resultado |
| ---------------------------- | --------------- | --------- |
| Melhor atriz antagonista     | Blanca Guerra   | Indicado  |
| Melhor atriz co-protagonista | Macaria         | Indicado  |
| Revelação masculina          | Pedro Fernández | Indicado  |
| Melhor atuação feminina      | Adela Noriega   | Indicado  |